# Yogope
Yogope är en ort i Mexiko.   Den ligger i kommunen San Juan Lalana och delstaten Oaxaca, i den sydöstra delen av landet, 400 km sydost om huvudstaden Mexico City. Yogope ligger 148 meter över havet och antalet invånare är 450.
Terrängen runt Yogope är kuperad åt nordväst, men åt sydost är den platt. Runt Yogope är det glesbefolkat, med 12 invånare per kvadratkilometer. Närmaste större samhälle är Ignacio Zaragoza, 10,7 km väster om Yogope. I omgivningarna runt Yogope växer huvudsakligen savannskog.